# 三峪乡
三峪乡，是中华人民共和国甘肃省陇南市礼县下辖的一个乡镇级行政单位。

## 行政区划
三峪乡下辖以下地区：
弋家村、三房村、水沟村、和平村、庙坪村、潭峪村、董山村、正河村、牛卜峪村、大关村和站场村。